# Nożewo
Nożewo [pronunciación en polaco: /nɔˈʐɛvɔ/] es un pueblo ubicado en el municipio (gmina) de Olszewo-Borki, en el distrito de Ostrołęka, voivodato de Mazovia (Polonia). Según el censo de 2011, tiene una población de 189 habitantes.
Está situado a 6 kilómetros al suroeste de Ostrołęka y a 97 kilómetros al norte de Varsovia.